# Батыр (Луганская область)
Батыр (укр. Батир) — село в Краснодонском районе Луганской области Украины. Под контролем самопровозглашённой Луганской Народной Республики. Входит в Верхнешевыревский сельский совет.

## География
Село расположено на реке Прохладной (левый приток Деревечки, правого притока Большой Каменки, бассейн Северского Донца). Соседние населённые пункты: сёла Дубовка на северо-западе, Верхнешевыревка и посёлок Радгоспный на севере, сёла Верхнедеревечка на северо-северо-востоке, Нижнедеревечка на северо-востоке, Провалье и Черемшино на востоке, Бобриковка, Маяк, Калинник, Зимовники на юго-востоке, Прохладное на юге, посёлки Комсомольский и Володарск на юго-западе.

## Население
Население по переписи 2001 года составляло 65 человек.

## Общие сведения
Почтовый индекс — 94485. Телефонный код — 6435. Занимает площадь 0,506 км². Код КОАТУУ — 4421482202.

## Местный совет
94483, Луганская обл., Краснодонский р-н, с. Верхнешевыревка, ул. Ленина, д. 5а